# Teddy Smouha
Edward Ralph « Teddy » Smouha, né le 17 décembre 1909 à Chorlton-cum-Hardy et décédé le 1er avril 1992, est un athlète britannique spécialiste du sprint. 

## Biographie

### Palmarès
| Date | Compétition           | Lieu      | Résultat | Performance |
| ---- | --------------------- | --------- | -------- | ----------- |
| 1928 | Jeux olympiques d'été | Amsterdam | 3e       | 41 s 8      |